# Haitham El Hossainy
Haitham El-Hussaini Muhammad Awad (arab. هيثم حسيني محمد عوض ;ur. 15 sierpnia 1977) – egipski judoka. Olimpijczyk z Sydney 2000, gdzie odpadł w eliminacjach w wadze lekkiej.
Uczestnik mistrzostw świata w 2003, 2005 i 2007. Startował w Pucharze Świata w latach 1996, 1998-2002 i 2006. Wicemistrz igrzysk afrykańskich w 1995 i 2007; trzeci w 1999. Zdobył pięć medali mistrzostw Afryki w latach 2000 - 2006. Mistrz igrzysk frankofońskich w 2001. Brązowy medalista igrzysk śródziemnomorskich w 2001 roku.

## Letnie Igrzyska Olimpijskie 2000
| Konkurencja | Eliminacje             | Klas. końcowa |
| Konkurencja | Przeciwnik I           | Miejsce       |
| ----------- | ---------------------- | ------------- |
| 73 kg       | Hector Lombard (CUB) P | 1 runda.      |